# Canyon dreams
Canyon dreams was in eerste instantie een videofilm uitgebracht door Miramar waarbij Tangerine Dream de muziek had geschreven. Het thema was de Grand Canyon van de Colorado. De muziek daarbij is in te delen bij new agemuziek, waarbij de nadruk nog wel bij elektronische muziek ligt. Van de film zijn diverse versies in omloop, waarbij soms nieuwe fragmenten werden toegevoegd, maar waarbij niet altijd even precies met de volgorde werd omgegaan.
De soundtrack van de film uit 1987 verscheen in 1991 als bootleg op de markt, waarna alsnog besloten werd tot officiële uitgave op compact disc alleen. Ook daarbij werd een track gevoegd, bij de heruitgave in 2009 verscheen wederom een nieuwe track op het album. Ondertussen was ook de muziek geremixt.
De originele muziek is opgenomen in de Eastgate Studio te Wenen en de The Cave en Chris Franke’s Studio te Berlijn.
De link naar de hoezen laat een van de vele platenhoezen zien van dit album. In de loop der jaren kwamen steeds nieuwe uitgaven.

## Musici
- Christopher Franke, Edgar Froese, Paul Haslinger – synthesizers, elektronica

## Muziek
Alle muziek van Franke, Froese en Haslinger behalve waar aangegeven

| Nr. | Titel                         | Duur |
| --- | ----------------------------- | ---- |
| 1.  | Shadow flyer                  | 5:47 |
| 2.  | Canyon carver                 | 4:20 |
| 3.  | Water’s gift                  | 5:27 |
| 4.  | Canyon voices                 | 4:28 |
| 5.  | Sudden revelations            | 4:48 |
| 6.  | A matter of time              | 8:46 |
| 7.  | Purple nightfall              | 2:08 |
| 8.  | Colorado dawn (Jerome Froese) | 4:08 |

| Nr. | Titel               | Duur |
| --- | ------------------- | ---- |
| 9.  | Rocky Mountain Hawk | 5:06 |